# Riscla
Riscla (en francès Riscle) és un municipi francès situat al departament del Gers i a la regió d'Occitània.

## Demografia
| 1962                                       | 1968  | 1975  | 1982  | 1990  | 1999  | 2006  |
| ------------------------------------------ | ----- | ----- | ----- | ----- | ----- | ----- |
| 1.679                                      | 1.845 | 1.841 | 1.867 | 1.778 | 1.675 | 1.700 |
| Des de 1962: població sense dobles comptes |       |       |       |       |       |       |

## Administració
| Període   | Identitat          | Partit |
| --------- | ------------------ | ------ |
| 1928-1959 | Sylvain Loumaigne  |        |
| 1959-1978 | Raoul Demandes     |        |
| 1978-2001 | Claude Dayre       |        |
| 2001-2008 | Jean-Claude Eugène |        |
| 2001-     | Guy Darrieux       | PS     |